# Złoty wiek SF
Złoty wiek SF – seria antologii krótkich form science fiction, wydawana do 2018 przez wydawnictwo "Solaris", przekształcone w 2019 w Stalker Books, w serii „Galaktyka Gutenberga”. Redaktorem serii jest Wojtek Sedeńko. Antologie zawierają, w większości premierowe na polskim rynku, teksty ze „złotego wieku” science fiction, głównie lat 40. i 50. XX wieku.

## Zawartość

### Tom 1
Wyd. 2013, 352 s. ISBN 978-83-7590-101-6
- Edmond Hamilton – Człowiek, który widział przyszłość
- Stanley G. Weinbaum – Zwariowany księżyc
- Jack Vance – Sjambak
- William Tenn – Projekt Cisza
- H. Beam Piper(inne języki) – Ostatni wróg
- R.A. Lafferty – Sześć palców czasu
- Murray Leinster – Parlamentariusz
- Cyril M. Kornbluth – Psychoupiór
- Fredric Brown i Mack Reynolds(inne języki) – Szczęśliwe zakończenie
- F. L. Wallace(inne języki) – Feliksa

### Tom 2
Wyd. 2013, 296 s. ISBN 978-83-7590-102-3
- Keith Laumer(inne języki) – Sposób Yillów
- Harry Harrison – Parametr K
- Frederik Pohl – Tunel pod światem
- Fredric Brown – Eksperyment
- Fredric Brown – Wartownik
- R.A. Lafferty – Sodoma i Gomora, Teksas
- Murray Leinster – Szalona planeta
- Stanley G. Weinbaum – Odyseja kosmiczna
- Cyril M. Kornbluth – Największy szczęściarz w Denv
- Malcolm Jameson(inne języki) – Lilie życia

### Tom 3
Wyd. 2013, 334 s. ISBN 978-83-7590-103-0
- Jack Williamson – Jezioro światła
- H. Beam Piper(inne języki) – Genesis
- Judith Merril – Kosmiczna tułaczka
- Murray Leinster – Samotna planeta
- Cyril M. Kornbluth – Sezon ogórkowy
- Raymond Z. Gallun(inne języki) – Posiew zmierzchu
- H.B. Fyfe(inne języki) – Sałata i brylant
- Robert Sheckley – Świat naszych pragnień
- Edmond Hamilton – Świat  Tysiąca Księżyców
- Cyril M. Kornbluth – Domek z kart

### Tom 4
Wyd. 2013, 338 s. ISBN 978-83-7590-145-0
- Cyril M. Kornbluth – Domek z kart
- Isaac Asimov – Młodość
- Edmond Hamilton – Drugi satelita
- Leigh Brackett – Ginący Wenusjanie
- C.L. Moore – Piosenka w tonacji minorowej
- Robert Sheckley – Skazaniec w kosmosie
- Murray Leinster – Inwazja
- Stanley G. Weinbaum – Dolina marzeń
- Keith Laumer(inne języki) – Świat ryzykantów
- Stephen Barr – Jądro krystalizacji

### Tom 5
Wyd. 2019, 360 s. ISBN 978-83-66280-38-0
- Mark Clifton – Raport z postępu
- Joseph Devon – Lata świetlne
- Harry Bates – Rozstanie z Panem
- Reginald Bretnor(inne języki) – Słodka śliwka
- Jerry Sohl(inne języki) – Ręka
- Robert Wicks – Skok kwantowy
- John W. Campbell – Ostatni etap ewolucji
- Jack Williamson – Kosmiczny ekspres
- Mark Clifton – Raport Kenziego
- H.B. Fyfe(inne języki) – Wyjaśnienie zamieszania

### Tom 6
Wyd. 2019, 320 s. ISBN 978-83-66280-39-7
- Mark Clifton – Jesteśmy cywilizowani
- Joe L. Hensley(inne języki) – Jest nas teraz troje
- Algis Budrys – Znajda Riyi
- James H. Schmitz – Kanapka z szynką
- Mark Clifton – Uczyń dla innych
- Mack Reynolds(inne języki) – Kłopoty z przyszłością
- Henry Kuttner – Nie ma jak w wojsku
- Fritz Leiber – Pocisk z jego nazwiskiem
- Jerome Bixby(inne języki) – Dziury na Marsie
- Robert Sheckley – Mój sobowtór robot
- Jerome Bixby – Plllnk Bogożerca

### Tom 7
Wyd. 2019, 320 s. ISBN 978-83-66280-40-3
- Hal Clement – Gorąca planeta
- Jerome Bixby(inne języki) – Tam, gdzie jest nadzieja
- Raymond Z. Gallun(inne języki) – Nieprzekraczalna bariera
- James H. Schmitz – Lew na wolności
- Zenna Henderson(inne języki) – Podkomitet
- Mike Reynolds – Misja cywilizacyjna

### Tom 8
Wyd. 2020, 320 s.
- James H. Schmitz – Gwiezdne hiacynty
- Robert Sheckley – Zamek Skaagów
- R.A. Lafferty – Najdziwaczniejszy świat
- Algis Budrys – Mechanik i gwiazdy
- John Sladek(inne języki) – Człowiek z przyszłości
- C.C. MacApp – Tulan
- F.L. Wallace(inne języki) – Zapomnij o mnie
- Allan Nourse – Dostawa

### Tom 9
Wyd. 2020, 308 s.
- James H. Schmitz – Nowicjuszka
- C.C. MacApp – Lekarstwo
- Robert Silverberg – Szczęśliwy pechowiec
- Jack Harmon – Błękitna krew
- Jack Williamson – Planeta Pigmejka
- Henry Slesar(inne języki) – Delegat z Wenus
- Raymond Z. Gallun(inne języki) – Bunt leśnych ludzi
- Earl Goodale(inne języki) – Historia sukcesu

### Tom 10
Wyd. 2021, 308 s.
- Henry Slesar(inne języki) – Projekt Geniusz
- Karen i Poul Andersonowie – Niewiniątka
- Algis Budrys – Cytadela
- James Blish – Zapłacić grajkowi
- Frederik Pohl – Rycerze Artura
- Algis Budrys – Barbarzyńcy
- F.L. Wallace(inne języki) – Opóźnienie w podróży
- James Blish – One-Shot

### Tom 11
Wyd. 2021, 365 s.
- James Gunn – Grawitacja, Sp. z o.o.
- Philip José Farmer – Migotały niczym klejnoty
- Murray Leinster – Uciekający wieżowiec
- Keith Laumer(inne języki) – Noc trolli
- Gerald Vance(inne języki) – Dolina Judasza
- Ivar Jorgensen(inne języki) – Gwiezdne więzienie
- Daniel F. Galouye – Lekki kawałek chleba
- Clyde Brown – Pierwszy

### Tom 12
Wyd. 2023, 294 s.
- Jerome Bixby – Nasze miasto
- H. Beam Piper – Rozdroża przeznaczenia
- Poul Anderson – Koniec rozdziału
- Randall Garrett – Parę słów od sponsora
- John Berryman – Problem techniczny w Telstarze
- Mack Reynolds – Potencjalny wróg
- Jerome Bixby – Laboratorium
- Stephen Barr – Tybalt
- H. Beam Piper – Odpowiedź
- Charles R. Tanner – Bunt w kosmosie
- Robert Silverberg – Łowy na bohaterów